# CAMS 46
Le CAMS 46 est un hydravion militaire de l'entre-deux-guerres conçu en 1926 et fabriqué en 1927 par les Chantiers aéro-maritimes de la Seine (CAMS). Il servit comme avion d'entraînement dans la Marine nationale française.

## Opérateurs
France
- Force maritime de l'aéronautique navale